# Musikåret 1888

## Händelser
- 29 juni – Richard Wagners opera Die Feen uruppförs i München.
- 11 april – Concertgebouw i Amsterdam invigs.
- Juli – Internationalen framförs första gången i Lille, Frankrike.

### Okänt datum
- Fonografrullar av vax börjar säljas.
- Erik Satie skriver Trois Gymnopédies.
- Columbia Phonograph Company startas i USA.[1]

## Födda
- 7 januari – Sigrid Taube, svensk pianist och tonsättare.
- 12 januari – Claude Delvincourt, fransk tonsättare.
- 20 januari – Leadbelly (eg. Huddie William Ledbetter), amerikansk folk- och bluesmusiker.
- 21 januari – Birger Anrep-Nordin, svensk musiklärare, organist och tonsättare.
- 26 januari – Lisa Steier, svensk ballerina.
- 27 februari – Lotte Lehmann, tysk operasångare (sopran).
- 10 maj – Max Steiner, österrikisk kompositör inom film och teater.
- 11 maj – Irving Berlin rysk-amerikansk kompositör och textförfattare.
- 25 maj – Elin Linnander, svensk operasångerska (sopran).
- 27 maj – Louis Durey, kompositör och medlem av Les Six.
- 24 juli – Einar Ralf, svensk sångare (tenor), kompositör, dirigent och arrangör.
- 12 september – Maurice Chevalier, fransk sångare och skådespelare.

## Avlidna
- 5 januari – Henri Herz, 84, österrikisk-fransk pianist.
- 14 januari – Stephen Heller, 73, ungersk tonsättare och pianist.
- 7 februari - Aurore von Haxthausen, 57, svensk författare, tonsättare och pianist.
- 22 februari – Jean-Delphin Alard, 72, fransk violinist, violinpedagog och tonsättare.
- 29 mars – Charles-Valentin Alkan, 74, fransk tonsättare och pianist.
- 25 maj – Karl Johan Lewerth, 70, svensk kyrkomusiker och tonsättare.
- 8 augusti – Friedrich Wilhelm Jähns, 79, tysk musiker.
- 17 november – Jakob Dont, 73, österrikisk violinist och tonsättare.
- 20 december – Carl Sillén, 70, svensk musiker och tonsättare.

### Fotnoter
1. ↑  ”78:or & film”. http://78-varv.atspace.cc/columbia.htm. Läst 3 juni 2011.